# Discount

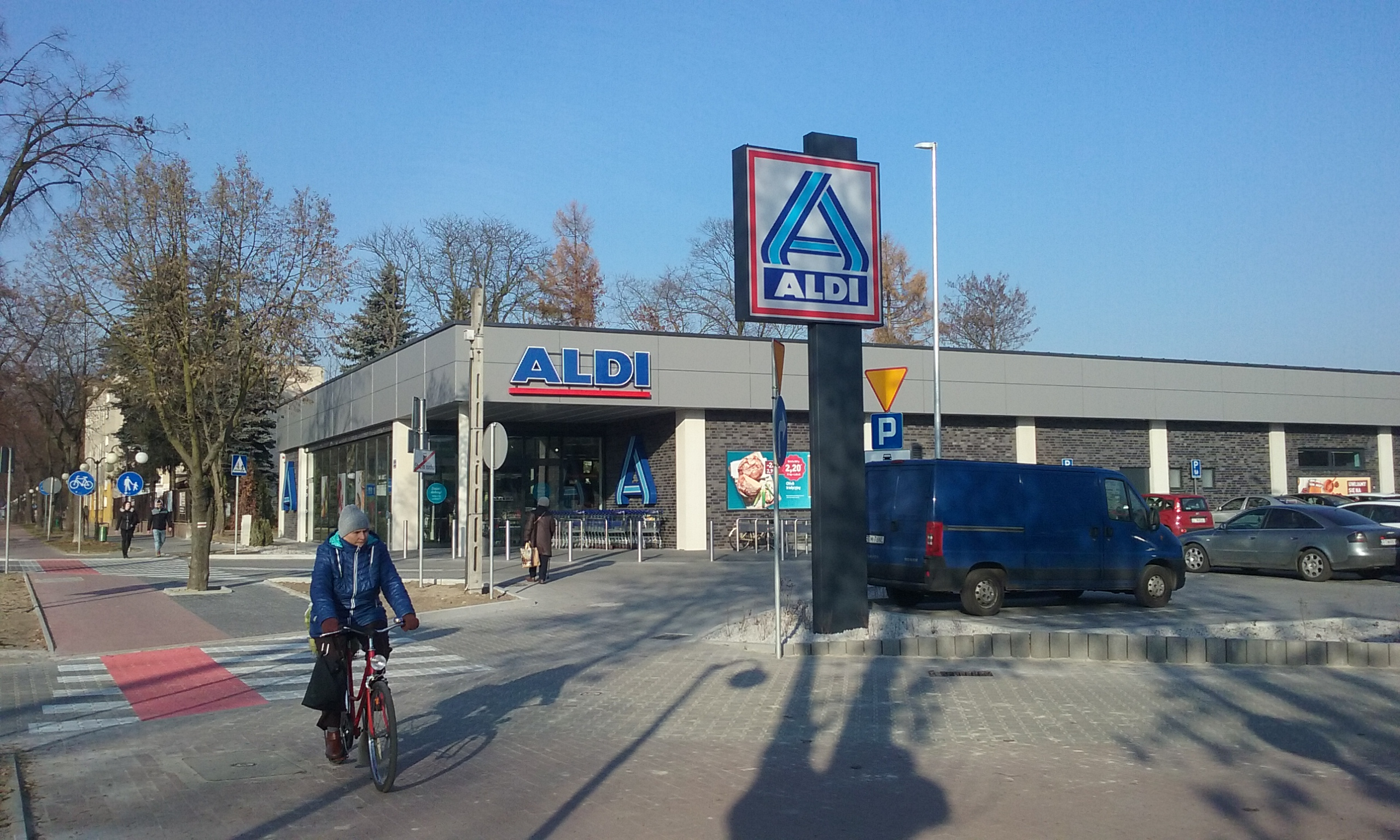
ALDI a Tomaszów Mazowiecki, Polonia.

Il discount (abbreviazione dell'inglese discount store) rappresenta un tipo di operatore della grande distribuzione organizzata (GDO). Si tratta di un punto vendita al dettaglio a libero servizio di prodotti di largo consumo con una superficie tra i 500 m² ed i 1.500 m², ad assortimento ristretto e ambientazione spartana. In italiano ci si riferisce frequentemente a tali punti vendita con il solo termine discount, che non rende lo stesso concetto in lingua inglese (dove richiama lo sconto nel senso comune di prezzo ribassato).

## Storia
Il sistema distributivo del discount è nato in Germania subito dopo la seconda guerra mondiale. La Germania era uscita dal conflitto con una situazione economica fortemente compromessa. In questo paese, privo come tutti di struttura distributiva moderna, si è affermato un sistema semplice ed essenziale che, interessato più al prezzo che alla forma, ha contribuito alla nascita dei primi negozi di sconto. Il sistema del discount si è poi evoluto e, nel corso degli anni settanta e ottanta, si è indirizzato verso strutture di produzione moderne ed efficienti. Oggi il discount in Germania vede, in posizione di leadership, grandi aziende come Lidl ed ALDI affiancate da altri operatori (Plus, Rewe).

## Tipi
I sistemi di discount storicamente erano di due principali tipi:
- soft discount
- hard discount

Le differenze fra i due tipi erano da ricondursi al numero di referenze, alla superficie dei punti vendita ed alla presenza o meno di prodotti di marca: il soft aveva generalmente superfici più grandi (700–800 m²), diffusi prodotti di marca industriale e almeno 1500 referenze; potevano essere presenti anche servizi di banco. L'hard invece, oltre a non avere prodotti di marca, aveva generalmente superfici più contenute.
Questa distinzione è sempre meno netta, visto che tra le catene discount vi sono realtà con metrature anche molto grandi, i prodotti di marca sono sempre più diffusi nell'assortimento ed aumenta sempre di più il livello di servizio.

## Discount e basso costo
Sono due termini che trovano delle forti affinità aziendali ed operative. Nella generalità dei casi il termine "discount" si trova abbinato a strutture commerciali della distribuzione, mentre il "basso costo" (dall'inglese low-cost) trova il proprio uso nell'ambito dei servizi. I due termini trovano però una forte similitudine nell'impostazione strategica e nella gestione dell'azienda. Entrambe le formule sono orientate ad offrire al consumatore servizi o beni di qualità a prezzi molto bassi: il consumatore deve però sapere di dover rinunciare a servizi aggiuntivi, che, se gratificano il proprio ego, sono per altri versi inutili. Esemplificando: come il vettore aereo a basso costo offre voli economici, ma senza pranzo a bordo, così i prodotti che si possono acquistare presso il discount spesso non sono di marca, e comunque gli ambienti sono essenziali e senza finiture particolari. In entrambi i modelli il risparmio è vera filosofia aziendale. Ancora: il vettore a basso costo fa generalmente scalo in aeroporti secondari, e il negozio di sconto ottimizza attraverso i propri volumi di acquisto i prezzi nei confronti dei fornitori.

## Nel mondo

### Angola
- Usave

### Argentina
- Dia

### Australia
- Aldi
- Big W di proprietà del Woolworths Group
- Kmart, Target di proprietà del Wesfarmers
- Harris Scarfe di proprietà del Spotlight Group
- The Reject Shop

### Austria
- Lidl
- Aldi
- Penny

### Belgio
- Aldi
- Lidl

### Bosnia ed Erzegovina
- Lidl

### Botswana
- Usave

### Brasile
- Dia (catena di supermercati)

### Bulgaria
- Lidl
- Kam Market

### Cile
- Justo y Bueno

### Cina
- Aldi

### Cipro
- Lidl

### Colombia
- D1 [es]
- ARA (Jerónimo Martins)
- Dollarcity
- Ísimo, formerly Justo Y Bueno

### Costa Rica
- Pali
- Pequeno Mundo

### Croazia
- Eurospin
- Lidl

### Danimarca
- Aldi
- Lidl
- REMA 1000

### Grecia
- Lidl

### Guatemala
- Super del Barrio
- Despensa Familiar
- Dollar City

### Egitto
- BIM

### El Salvador
- Despensa Familiar
- Dollar City

### Estonia
- Lidl

### eSwatini
- Usave
- Boxer

### Finlandia
- Lidl
- HalpaHalli
- Kärkkäinen
- Puuilo
- Tokmanni

### Germania
- Aldi, Lidl
- Netto Marken-Discount
- Netto (store)
- Norma and Penny

### Giappone
- Costco
- Daiso
- Don Quijote
- The Price (di proprietà di Ito Yokado)

### Honduras
- Despensa Familiar

### Irlanda
- Aldi
- Lidl

### Lettonia
- Lidl

### Lesotho
- Usave

### Lituania
- Lidl

### Lussemburgo
- Aldi
- Lidl

### Malaysia
- Eco-shop
- Mr Dollar

### Malawi
- Usave

### Malta
- Lidl
- Eurospin

### Marocco
- BIM

### Messico
- Tiendas Neto
- Tiendas 3B
- Superissste
- Waldo's
- Bodega Aurrera

### Mozambico
- Usave

### Namibia
- Usave

### Nicaragua
- Despensa Familiar

### Nord Macedonia
- KAM Market

### Norvegia
- REMA 1000

### Nuova Zelanda
- PAKnSAVE

### Paesi Bassi
- Action
- Euroland
- Solow
- Big Bazar
- Zeeman

Inoltre, nel paese operano i supermercati discount tedeschi Lidl e Aldi.

### Panama
- Justo Y Bueno

### Perù
- Tiendas Mass

### Polonia
I supermercati discount coprono circa il 30% delle vendite alimentari in Polonia. Le catene principali includono Biedronka, Lidl, Netto e Aldi.

### Portogallo
- Aldi
- Lidl
- Minipreço/Dia (catena di supermercati)
- Plus venduto a Jerónimo Martins

### Regno Unito
- Aldi
- Lidl
- Farmfoods
- Tesco
- Sainsbury's

### Repubblica ceca
- Lidl

### Romania
- lidl
- Penny

### Russia
- 365+
- Chizhik
- Dobrocen
- Dixy
- Fix Price
- Moya Tsena
- Nizkotsen
- Pervy Vybor
- Pobeda
- Svetofor
  - Mayak

#### Ex
- Atac
- Holdi
- Kopeyka

### Serbia
- Lidl
- Svetofor

### Slovacchia
- Lidl

### Slovenia
- Aldi
- Lidl
- Eurospin

### Spagna
- Dia (catena di supermercati)
- Aldi
- Lidl
- Mere

### Sudafrica
- Savers Lane
- Usave
- Boxer Superstores
- Deals Superstores

### Svezia
- Lidl

### Svizzera
- Aldi
- Lidl

### Turchia
- BİM, File (compagnia)
- A101 (compagnia)
- Şok Market di proprietà di Yıldız Holding
- Hakmar

### Ucraina
- ATB

### Ungheria
- Aldi
- Lidl

### Venezuela
- Tiendas Ovejita
- Tiendas Daka

## Il discount in Italia
In Italia, i primi discount sono apparsi negli anni 80, in maniera abbastanza sporadica e poco penetrante. Il primo ingresso significativo del discount in Italia fu quello di Lidl Italia che sbarcò ad Arzignano (VI) nel 1992. Negli anni immediatamente successivi è cresciuto esponenzialmente il numero di insegne (nel 1996 se ne contavano 69) che hanno di fatto inflazionato e dato una cattiva immagine alla formula distributiva.
Verso la fine del secolo scorso il numero degli operatori in Italia si è notevolmente ridotto ed oggi operano una quarantina di insegne con oltre 5.000 punti vendita che hanno un peso sempre maggiore nella distribuzione italiana: nel 2017 infatti i discount registravano una quota pari a quasi il 16% del totale GDO con una crescita media del 9,6% annuo.

### Gli operatori italiani
In Italia il leader del segmento è Eurospin, azienda a capitale italiano che, oltre a coprire l'intero territorio nazionale con oltre 1.200 punti vendita, è operativa anche in Slovenia e Croazia. Secondo operatore è la tedesca Lidl Italia mentre la terza è l'italiana MD, che ha acquisito anche LD.
Altre insegne rilevanti sono:
- Penny Market (insegna del gruppo Rewe)
- In's Mercato (gruppo PAM)
- Hurrà Discount (gruppo Selex)
- Dpiù (gruppo Selex)
- Todis (gruppo Conad)
- Prix Quality, leader nel Triveneto
- Sosty, rilanciata nel 2014 dal Gruppo VéGé
- ALDI che ha iniziato ad aprire punti vendita nel Nord Italia dal mese di marzo del 2018.
- ARD leader in Sicilia e presente anche in Calabria, Basilicata, Puglia e Sardegna.

A queste insegne si affiancano diversi altre catene di piccole dimensioni, come l'emiliana Ecu (gruppo Realco), la ligure Ekom (che conta alcuni punti vendita anche in Piemonte e Toscana), la campana Qui Discount, la pugliese Alter Discount, la sarda HarDis e la friulana Centro Commerciale Discount.
In Italia non sono presenti alcune catene molto diffuse all'estero, come Dia (Carrefour), che aveva aperto ad inizio anni novanta alcuni negozi in Italia.

### I prodotti commercializzati
Il discount commercializza prodotti tendenzialmente non di marca anche se gran parte dei prodotti vengono fabbricati da aziende molto note e con marchi prestigiosi.
I prodotti sono per la maggior parte commercializzati con marchi propri del distributore, che cambiano a seconda della famiglia merceologica, ad eccezione di casi rari come Tuodì e Penny market, che possiedono linee di prodotti con lo stesso marchio della catena.
Nella maggior parte dei casi i discount usano dei marchi di fantasia per i propri prodotti e spesso questo marchio è identico per la stessa famiglia merceologica. Si citano qui alcuni esempi: Lidl ha il marchio Milbona per molti prodotti a base di latticini e quello Fin carré per i wafer (prodotti dalla austriaca Manner), mentre Eurospin ed MD hanno dei propri portafogli di brand.

Questo uso di marchi di fantasia offre al discount diversi vantaggi:
- possibilità di creare contrasti cromatici nell'esposizione dei prodotti per renderli più attraenti al cliente;
- possibilità di modificare, se necessario, il fornitore;
- non immediata identificazione fra la catena ed il prodotto commercializzato. Sulle etichette è comunque specificato che il prodotto è distribuito in esclusiva dalla catena.

Inoltre una tendenza di alcuni discount è di offrire i cosiddetti prodotti "premium" caratterizzati da un'etichetta speciale: "Deluxe" di Lidl, "Premium" di MD, "Selection" di Penny Market, "Club premium" di Tuodì, "Le nostre stelle" di EuroSpin , “Selezione più” di IN’S mercato e "Terre e tesori" di ARD discount.

### I fornitori per il discount
Il discount usa molto spesso produttori di marca che distribuiscono ai discount i loro prodotti con un marchio differente o col marchio stesso del discount.

### I sistemi di pagamento
Nel canale discount vengono accettati anche i classici sistemi di pagamento alternativi al contante: carte di debito ed ormai anche le carte di credito, inizialmente rifiutate da Lidl (che accettava solo carte di debito e prepagate del circuito PagoBancomat). Lidl, Penny e i punti vendita MD diretti – per quelli in franchising dipende dall'affiliato – accettano anche la carta American Express, mentre gli altri solo Visa, MasterCard, Diners, e le carte di debito V-pay e Maestro.

### Co-marketing
Con il 2007 sono iniziate all'interno del settore alcune formule di co-marketing.
I primi passi sono stati compiuti da Lidl Italia che già verso la fine del 2006 ha stipulato una convenzione con un importante operatore turistico per la vendita di pacchetti viaggio. Gli stessi sono acquistabili sia attraverso il sito Lidl sia attraverso il call-center dell'operatore turistico. Anche Penny ha poi compiuto operazioni analoghe finalizzate alla vendita di voli a tariffe a basso costo. Nel 2009 è la volta di Eurospin che inizia a offrire i viaggi.